# Der König der Diebe
Der König der Diebe ist ein Spiel für 3 bis 6 Spieler von Michael Schacht und Bruno Faidutti, das 2001 in der „Blue Games“-Reihe bei Jeux Descartes erschien. Unter dem Titel „Die Tafelrunde“ war es bereits 2000 unter dem Label „Spiele aus Timbuktu“ erschienen. Die Illustrationen stammen von Julien Daval. Einige Abbildungen verwendete Bruno Faidutti auch für die Erweiterung „The big castle“ zu Castel. 2004 erschien ebenfalls unter dem Label „Spiele aus Timbuktu“ „Die Tafelrunde 2 - Auf der Flucht“.

## Inhalt
- 6 Burgkarten in 6 Farben
- 12 Heldenkarten, 2 pro Farbe
  - 3 Amazonen (gelb, rot, schwarz)
  - 3 Kobolde (grün, violett, schwarz)
  - 3 Strolche (blau, gelb, violett)
  - 3 Zwerge (blau, grün, rot)
- 3 Neutrale Heldenkarten (Bruder John, Old Sarah und Zork)
- 74 Aktionskarten
- 1 Königskarte (Draco)
- 1 Würfel
- 1 Becher
- 20 Silbermünzen
- 25 Goldmünzen (Wert 3 Silbermünzen)
- 1 Spielregel (4 Seiten)

## Beschreibung
Draco, der König der Diebe und eine Bande von Gaunern sitzen an einer Tafelrunde und streiten um die Aufteilung der Beute. Zu Beginn des Spieles sitzen diese in zufälliger Reihenfolge um den Tisch, aber nur die vier Gauner (Helden), die auf der Favoritenseite von Draco sitzen erhalten einen Teil der Beute, die zwei Helden, die auf der anderen Seite sitzen müssen dagegen einen Teil der Beute zurückgeben. Mittels Aktionskarten versucht nun jeder Spieler die zwei von ihm kontrollierten Helden auf die Sonnenseite zu bringen. Drei zusätzliche neutrale Helden gilt es zudem günstig zu platzieren.

## Vergleichbare Spiele
Spiele, bei denen ebenfalls mittels Aktionskarten die Reihenfolge verändert werden, sind Guillotine und Pecunia non olet.

## Übersetzungen
- Englisch und Französisch: Draco & Co. bei Eurogames

## Auszeichnungen
- 2004: 4. Platz beim À-la-carte-Kartenspielpreis 2002[1]